# Laag-Caestert
Laag-Caestert (Eijsdens (Èèsjders): Liegkasjtert) is een buurtschap in de gemeente Eijsden-Margraten in de Nederlandse provincie Limburg. Tot 31 december 2010 maakte het deel uit van de gemeente Eijsden. Tegenwoordig maakt het deel uit van het dorp Eijsden.
De naam is vroeger ook geschreven als Laag-Caster, Caustert en Castert. De bebouwing ligt rond de Steegstraat en de monding van de Voer in de Maas. In 2003 woonden er 115 mensen. In de buurt stroomt ook de Berwijn (Berwinne) in België. Verder naar het oosten ligt Hoog-Caestert.

## Bezienswaardig
- De Graanmolen van Eijsden, een nog werkzame watermolen aan de Voer.
- Een voormalige zaagwatermolen uit de 14e eeuw. Op een zeker moment is ze eigendom van kasteel Eijsden. Ze is niet meer in bedrijf. Achter de watermolen bevindt zich een aquaduct over de Voer om de slotgracht van kasteel Eijsden van water te voorzien.
- De Reinickenshof, die bestaat uit twee herenhuizen en een carréboerderij met woontoren. De naam komt van Johan Hendrik Reinicke, in dienst van het Staatsgarnizoen in Maastricht.
- Kasteel Navagne op de grens met België.
- Kasteel Eijsden.

## Rijksmonumenten
- Lijst van rijksmonumenten in Laag-Caestert

## Evenementen
- Bronk: Processie en cramignondans vinden plaats op zondag en maandag twee weken naar Pinksteren.

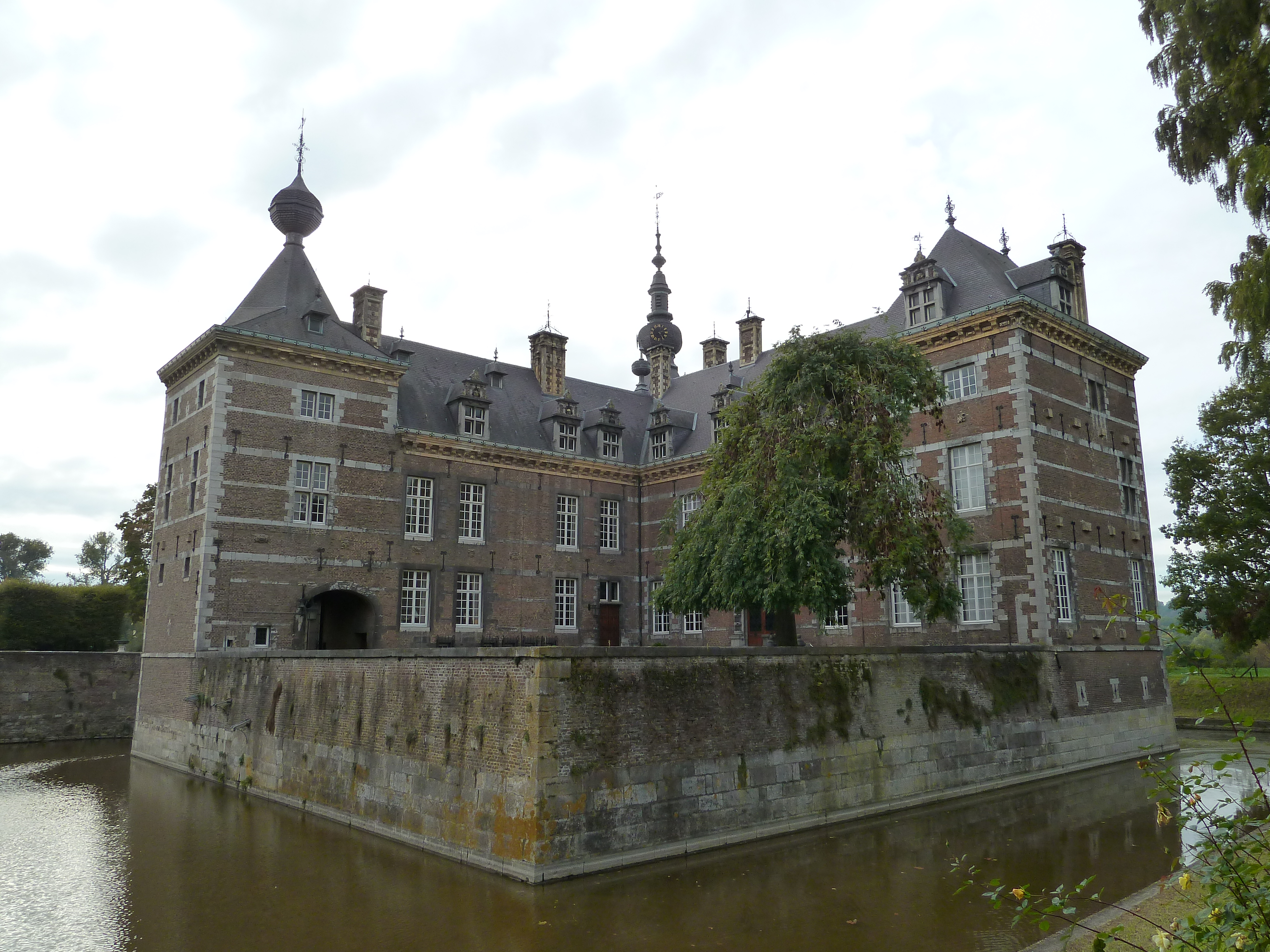
Kasteel Eijsden

Dorpen: Banholt · Bemelen · Cadier en Keer · Eckelrade · Eijsden · Gronsveld · Margraten · Mariadorp · Mesch · Mheer · Noorbeek · Oost-Maarland · Rijckholt · Scheulder · Sint Geertruid

Gehuchten & Buurtschappen: Berg · Bergenhuizen · Breust · Bruisterbosch · Gasthuis · Groot Welsden · Herkenrade · Honthem · Hoogcruts · Hoog-Caestert · Klein Welsden · Laag-Caestert · Libeek · Moerslag · 't Rooth · Schey · Schilberg · Sint Antoniusbank · Terhorst · Terlinden · Termaar · Ulvend · Vroelen · Wesch · Withuis · Wolfshuis

Limburg: Steden en dorpen      Nederland: Provincies · Gemeenten